# Villers-lès-Roye
Villers-lès-Roye település Franciaországban, Somme megyében. Lakosainak száma 281 fő (2022. január 1.). Villers-lès-Roye Andechy, Damery, L’Échelle-Saint-Aurin, Goyencourt, Roye és Saint-Mard községekkel határos.

## Népesség
A település népessége az elmúlt években az alábbi módon változott:
| Lakosok száma | 266  | 279  | 277  | 274  | 272  | 275  | 276  | 275  | 281  |
|               | 2013 | 2015 | 2016 | 2017 | 2018 | 2019 | 2020 | 2021 | 2022 |